# Meridiano 87 W
O meridiano 87 W é um meridiano que, partindo do Polo Norte, atravessa o Oceano Ártico, América do Norte, Golfo do México, América Central, Oceano Pacífico, Oceano Antártico, Antártida e chega ao Polo Sul. Forma um círculo máximo com o Meridiano 93 E.
Começando no Polo Norte, o meridiano 87º Oeste tem os seguintes cruzamentos:
| País, território ou mar | Notas                                                                             |
| ----------------------- | --------------------------------------------------------------------------------- |
| Oceano Ártico           |                                                                                   |
| Canadá                  | Ilha Ellesmere, Nunavut                                                           |
| Nansen Sound            |                                                                                   |
| Canadá                  | Nunavut - Ilha Axel Heiberg e Ilha Ellesmere                                      |
| Jones Sound             |                                                                                   |
| Canadá                  | Nunavut - Ilha de Devon                                                           |
| Estreito de Lancaster   |                                                                                   |
| Canadá                  | Nunavut - Ilha de Baffin e Ilha Crown Prince Frederik                             |
| Golfo de Boothia        |                                                                                   |
| Baía Committee          | Passa a oeste da Ilha Wales, Nunavut, Canadá                                      |
| Canadá                  | Nunavut - continente                                                              |
| Roes Welcome Sound      |                                                                                   |
| Canadá                  | Nunavut - Ilha Southampton                                                        |
| Baía de Hudson          |                                                                                   |
| Canadá                  | Ontário - continente e Ilhas Slate                                                |
| Lago Superior           |                                                                                   |
| Estados Unidos          | Michigan                                                                          |
| Lago Michigan           |                                                                                   |
| Estados Unidos          | Wisconsin - Península de Door                                                     |
| Lago Michigan           |                                                                                   |
| Estados Unidos          | Indiana Kentucky Tennessee Alabama Flórida                                        |
| Golfo do México         |                                                                                   |
| México                  | Quintana Roo - Península de Iucatã e ilha Cozumel                                 |
| Mar das Caraíbas        | Passa a leste do Banco Chinchorro, México · Passa a oeste da ilha Útila, Honduras |
| Honduras                |                                                                                   |
| Nicarágua               |                                                                                   |
| Oceano Pacífico         | Passa a leste da Ilha do Coco, Costa Rica                                         |
| Oceano Antártico        |                                                                                   |
| Antártida               | Território Antártico Chileno, reivindicado pelo Chile                             |